# Palatinusgruft

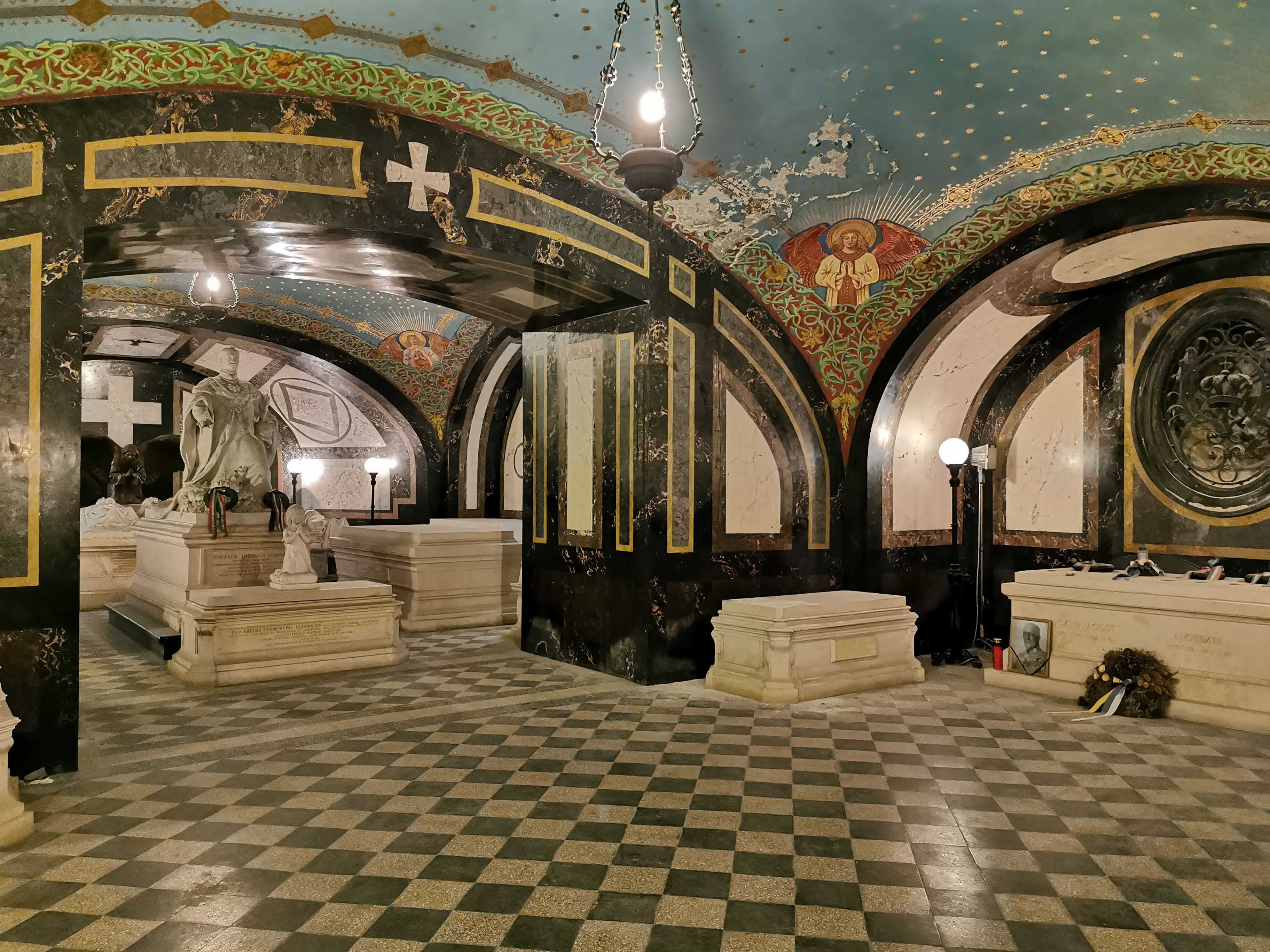
Die Gruft der Palatine im Burgpalast von Budapest: Blick aus dem Gruftraum 2 zum Gruftraum 1, ganz rechts der Sammelsarkophag mit den sterblichen Überresten von Erzherzog Joseph August († 1962) und seiner Familie

Die Palatinusgruft (ungarisch nádori kripta) auf der Burg zu Ofen ist die Begräbnisstätte des von Erzherzog Joseph Anton (1776–1847), dem Palatin von Ungarn, begründeten ungarischen Zweiges des Hauses Habsburg-Lothringen. Heute sind hier 26 Personen bestattet. Die Grablege wird durch die Ungarische Nationalgalerie verwaltet.

## Geschichte

### 1769 bis 1945

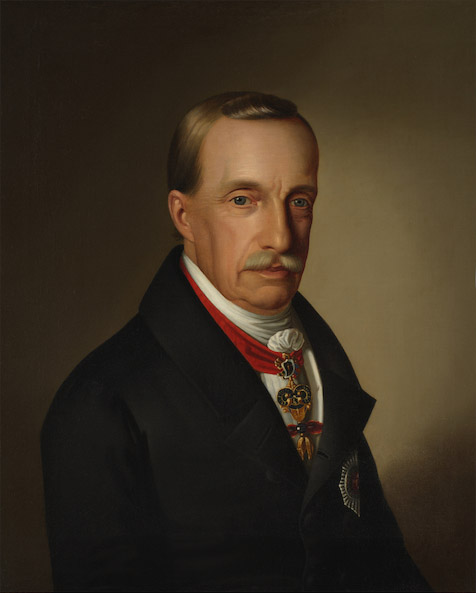
Erzherzog Joseph Anton, Palatin von Ungarn (Gemälde von Miklós Barabás 1846)

Im Jahre 1769 wurde auf der Ofener Burg die dem Heiligen Sigismund geweihte Schlosskirche fertiggestellt. In der Gruft unterhalb dieser Kirche wurden anfangs Verstorbene der städtischen Mittelschicht bestattet.
Als erstes Mitglied des Hauses Habsburg-Lothringen wurde hier im Jahre 1820 die nur 23 Tage alte Erzherzogin Elisabeth Karoline bestattet, eine Tochter des Palatins aus dessen dritter Ehe. Als zweites Mitglied des Hauses Habsburg-Lothringen wurde 1837 Erzherzog Alexander Leopold Ferdinand, der dreizehnjährige Sohn des Palatins, hier beigesetzt. Nach diesen beiden Bestattungen beschloss Erzherzog Joseph Anton 1838, die Krypta unterhalb der Schlosskirche als Erbbegräbnis für sich und seine Nachkommen auszubauen. Nachdem er von Kaiser Ferdinand die Erlaubnis dafür erhalten hatte, beauftragte er den Architekten Franz Hüppmann mit der Realisierung des Vorhabens. Am 23. März 1838 begannen die Bauarbeiten, wobei die Särge aller bis dahin in dieser Gruft bestatteten Personen, die nicht dem Haus Habsburg-Lothringen angehörten, exhumiert wurden. An ihrer Stelle ließ Erzherzog Joseph Anton den Sarg seiner 1801 als Kleinkind verstorbenen Tochter Alexandrine sowie den Sarg seiner 1817 verstorbenen zweiten Gemahlin Hermine in die neu adaptierte Grablege überführen. Erzherzogin Hermine war evangelisch-reformierten Glaubens und war ursprünglich in der Krypta der Reformierten Kirche am Calvinplatz zu Pest bestattet, nach dem verheerenden Hochwasser von 1838 wurden ihre Überreste jedoch zum Burgpalast und dort in die Gruft der Schlosskirche gebracht.
Im Revolutionsjahr 1849 wurde die Ofener Burg, samt der Burgkirche des Heiligen Sigismund, schwer beschädigt. Die unterhalb der Kirche liegende Gruft wurde dabei ebenfalls in Mitleidenschaft gezogen. Mit der Instandsetzung und dem weiteren Ausbau wurde der Architekt August Pollack, ein Sohn Mihály Pollacks, beauftragt. Nach dem Tode der Erzherzogin Maria Dorothea im Jahre 1855 wurden die Arbeiten im Auftrag von Erzherzog Joseph Karl von den Architekten Nikolaus Ybl und später von Alois Hauszmann fortgeführt. Das prunkvolle Grabdenkmal für Erzherzog Joseph Anton gestaltete der Bildhauer György Zala (1858–1937).

### 1945 bis 1989

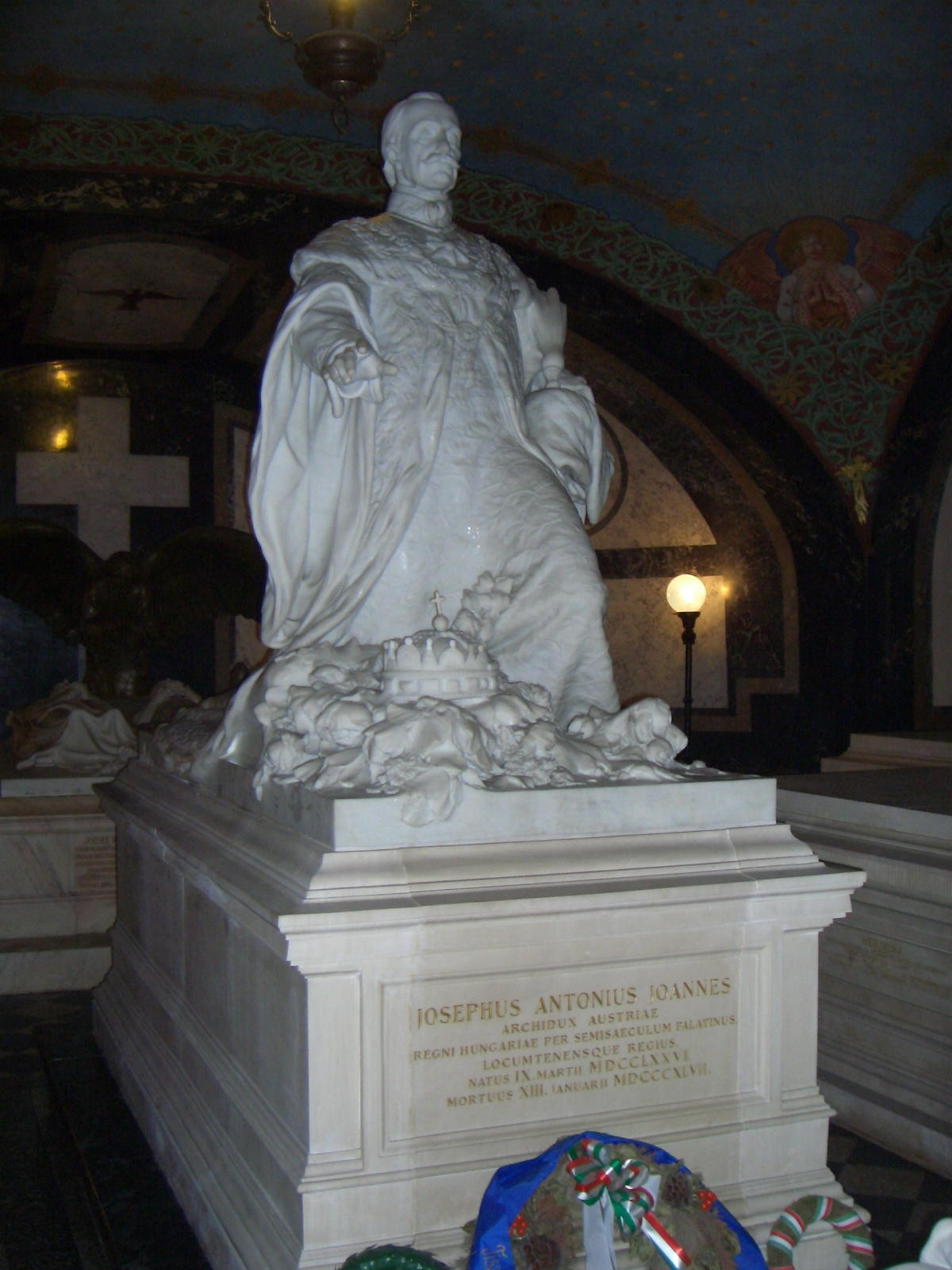
Das prunkvolle Grabdenkmal für Erzherzog Joseph Anton, eine Arbeit des Bildhauers György Zala

Im Gegensatz zum Burgpalast, der zum Ende des Zweiten Weltkrieges im Zuge der Schlacht um Budapest fast vollständig zerstört wurde, überstand die Gruft der Palatine die Kämpfe weitgehend unbeschadet. Als einzige Krypta im Burgareal blieb sie im ursprünglichen Zustand, war jedoch für die Öffentlichkeit nicht zugänglich.
Als Ungarn 1949 zu einer von Kommunisten regierten Volksdemokratie wurde, verließen die noch dort lebenden Habsburger das Land und flohen in den Westen. Die meisten Nachkommen Erzherzog Josephs lebten danach in Deutschland, so auch Erzherzog Joseph August († 1962) und dessen Ehefrau Augusta Maria von Bayern († 1964). Sie und ihre außerhalb Ungarns verstorbenen Angehörigen wurden zunächst in einer schlichten Familiengruft auf dem Friedhof von Feldafing am Starnberger See bestattet.
1961 wurde die oberhalb der Gruft der Palatine liegende Schlosskirche des Heiligen Sigismund abgerissen, die unterirdischen Gewölbe und die dort aufgestellten Sarkophage blieben jedoch erhalten. Im Zuge des Wiederaufbaus des Burgpalastes (1966 bis 1978) entstand oberhalb der Gruft ein Ausstellungsgebäude der Ungarischen Nationalgalerie.
Während der Wiederaufbau des Burgpalastes im Gange war, wurde die Gruft der Palatine zweimal, nämlich 1966 und 1973, von Grabräubern heimgesucht. Beim Einbruch 1973 wurden die Sarkophage gewaltsam geöffnet, auf der Suche nach Wertgegenständen durchwühlt und die Gebeine der hier bestatteten Angehörigen des Hauses Habsburg-Lothringen in der ganzen Gruft zerstreut. Der für die Gruft zuständige Direktor der Ungarischen Nationalgalerie ließ die Krypta daraufhin zumauern.
Nachdem 1981 auch die russisch-orthodoxe Grabkapelle der Erzherzogin Alexandra Pawlowna († 1801, sie war die erste Gemahlin Erzherzog Joseph Antons) in Üröm bei Budapest bei einem Einbruch schwer verwüstet worden war, wurde auch ihr gut erhaltener Leichnam in die Gruft der Palatine gebracht und später neben der Grabstätte Erzherzog Joseph Antons in einen Steinsarkophag gebettet. Nachdem das Mausoleum Alexandra Pawlownas in Üröm in den Jahren 2003 / 2004 gründlich renoviert wurde, kamen auch die sterblichen Überreste nach Üröm zurück und wurden dort am 11. September 2004 feierlich neu bestattet.
1985 bis 1987 wurde die Gruft der Palatine grundlegend saniert. Dem Engagement des ungarischen Anthropologen István Kiszely ist es zu verdanken, dass die verstreuten Gebeine wieder zusammengefügt und würdevoll neu in Steinsarkophagen bestattet werden konnten. Am 3. Oktober 1987 wurde die Gruft in Anwesenheit mehrerer Familienangehöriger des Hauses Habsburg-Lothringen und zahlreichen Festgästen neu geweiht. Ebenso wurde 1987 der Burgpalast zusammen mit einigen anderen Stätten Budapests von der UNESCO zum Weltkulturerbe erklärt.

### 1990 bis heute
Nach der Wende und Abkehr vom Kommunismus in Ungarn wurde es wieder möglich, Angehörige des ungarischen Zweiges des Hauses Habsburg-Lothringen in der Gruft der Palatine zu bestatten. Im Jahre 1992 wurden die sterblichen Überreste von neun Personen aus der Nachkommenschaft Erzherzog Joseph Antons, die bisher außerhalb Ungarns bestattet waren, in der Gruft der Palatine beigesetzt. Die meisten der damals nach Budapest überführten Habsburger – nämlich Erzherzog Joseph August († 1962) und seine Familie – waren vorher auf dem Friedhof von Feldafing in Bayern bestattet gewesen.
2004 wurde der Sarg der Erzherzogin Alexandra Pawlowna aus der Gruft der Palatine wieder in ihre Grabkapelle in Üröm bei Budapest zurückgebracht, nachdem jenes Mausoleum im Jahr zuvor gründlich saniert worden war.
Die Gruft der Palatine kann heute nach Voranmeldung bei der Ungarischen Nationalgalerie besichtigt werden, gegenwärtig sind hier 26 Personen aus der ungarischen Linie des Hauses Habsburg-Lothringen bestattet.

## Anlage und Räume

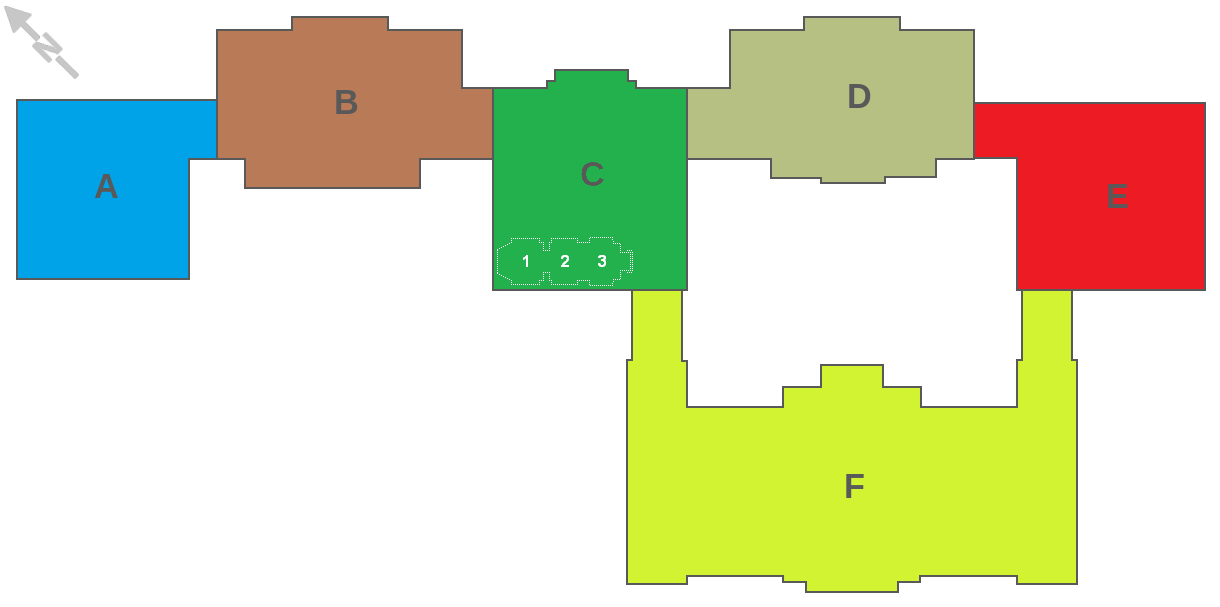
Plan des Burgpalastes: Gebäude A, B, C, D – Ungarische Nationalgalerie, Gebäude E – Historisches Museum, Gebäude F – Széchényi-Nationalbibliothek. Unter dem Gebäude C (grün) die Palatinusgruft: Raum 1 – innerer Gruftraum, Raum 2 – äußerer Gruftraum, Raum 3 – Kapelle.

Die Gruft der Palatine im Burgpalast umfasst insgesamt drei Räume mit Gewölbedecken:
- In Raum 1 sind die Wände mit Marmorstuck verkleidet, während die Gewölbedecke mit Fresken verziert ist, die den Sternenhimmel sowie Engel in den Ecken darstellen. Es gibt einen Terrazzoboden in den Farben Grau und Dunkelrot. Dieser innerste Raum der Gruft der Palatine beherbergt zwölf Steinsarkophage, in denen jeweils die verlöteten Metallsärge der Verstorbenen stehen. Wie sich nach dem Einbruch 1973 zeigte, sind zahlreiche Leichen in dieser Gruft mumifiziert.[2] In der Mitte dieses Raumes befindet sich die monumentale Grabstätte Erzherzog Joseph Antons († 1847), geschmückt mit einer imposanten Marmorstatue von György Zala. Unmittelbar davor steht im Eingangsbereich dieses Raumes der Steinsarkophag seiner früh verstorbenen Enkelin Elisabeth Klementine († 1866) mit einer Marmorstatue der betenden Erzherzogin von Alajos Stróbl. Auch ihr Leichnam erwies sich nach dem Einbruch in die Gruft 1973 als mumifiziert und sehr gut erhalten.[2] In der Nähe des Eingangs sind ferner die früh verstorbenen Erzherzoginnen Elisabeth Karoline († 1820) und Alexandrine († 1801) bestattet. Die Obelisken ihrer Steinsarkophage sind mit fliegenden Engeln geschmückt und mit Erzherzogshüten gekrönt. An der Südwand des Raumes steht unter einer großen Engelsfigur mit ausgebreiteten Flügeln ein steinerner Doppelsarkophag, welcher die sterblichen Überreste von Erzherzog Joseph Karl († 1905) und seiner Gemahlin Clotilde († 1927) enthält; ihre Marmorstatuen wurden von György Zala angefertigt und nach ihren Totenmasken modelliert. Während der Restaurierungsarbeiten 1978 wurden auch die sterblichen Überreste von Erzherzogin Clothilde Maria († 1903) in diesem Sarkophag beigesetzt. Rechts davon befindet sich der Steinsarkophag des Erzherzogs Ladislaus Philipp († 1895); die weiße Marmorstatue des Verstorbenen wurde ebenfalls seiner Totenmaske nachempfunden und stammt von Alajos Stróbl. Die übrigen Steinsarkophage in diesem Gruftraum sind im Vergleich dazu wesentlich einfacher gehalten, sie enthalten die sterblichen Überreste von Erzherzog Stephan († 1867), Erzherzog Alexander Leopold († 1837), Erzherzogin Maria Dorothea († 1855), Erzherzogin Hermine († 1817) sowie ihrer Tochter Erzherzogin Hermine Amelie († 1842).
- Raum 2 erhielt sein heutiges Aussehen erst nach dem Tod Erzherzog Joseph Antons. Seine Wände, die Gewölbedecke und das Bodenpflaster sind in ähnlicher Weise gestaltet wie im Raum 1. Hier befinden sich die Steinsarkophage von Erzherzogin Gisela Auguste († 1901) und Erzherzog Matthias Joseph († 1905), zweier früh verstorbener Kinder des späteren k.u.k. Feldmarschalls Erzherzog Joseph August. Der Steinsarkophag der jungen Erzherzogin ist mit einer Marmorstatue des Bildhauers Károly Senyei geschmückt, die nach einem Familienfoto modelliert ist. Die zwei Sammelsarkophage mit den sterblichen Überresten der 1992 vom Friedhof Feldafing in Bayern in die Gruft der Palatine überführten Mitglieder des Hauses Habsburg-Lothringen befinden sich ebenfalls hier.
- Raum 3 der Gruft dient als Kapelle und ist mit einem vergleichsweise einfachen Altar ausgestattet. Die Erzdiözese Esztergom erteilte am 23. April 1838 die Erlaubnis, dass hier heilige Messen gefeiert werden dürfen.

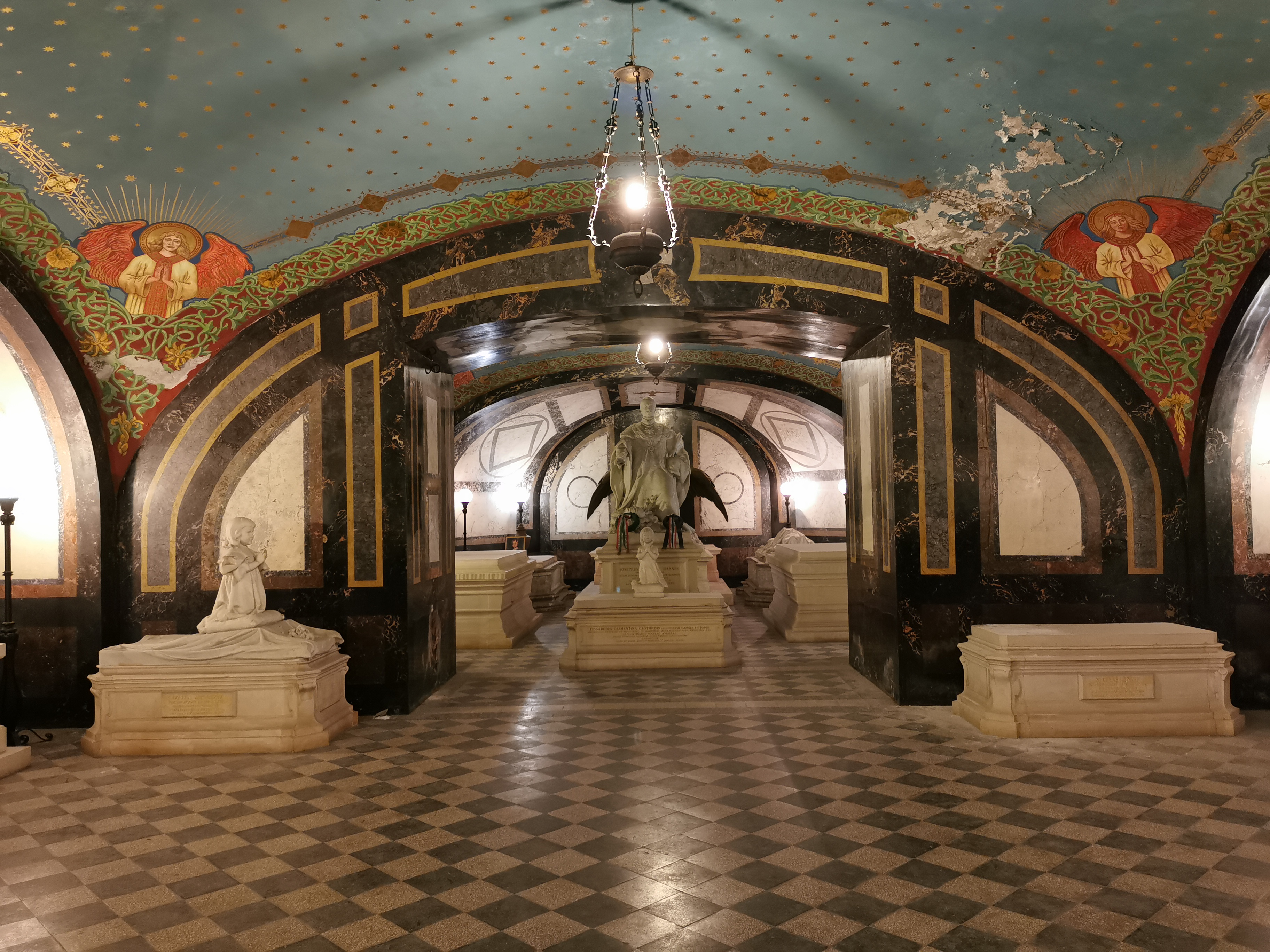
Blick aus dem Gruftraum 2 hin zum Gruftraum 1 mit den Sarkophagen von Erzherzog Joseph Anton († 1847) und seiner Familie
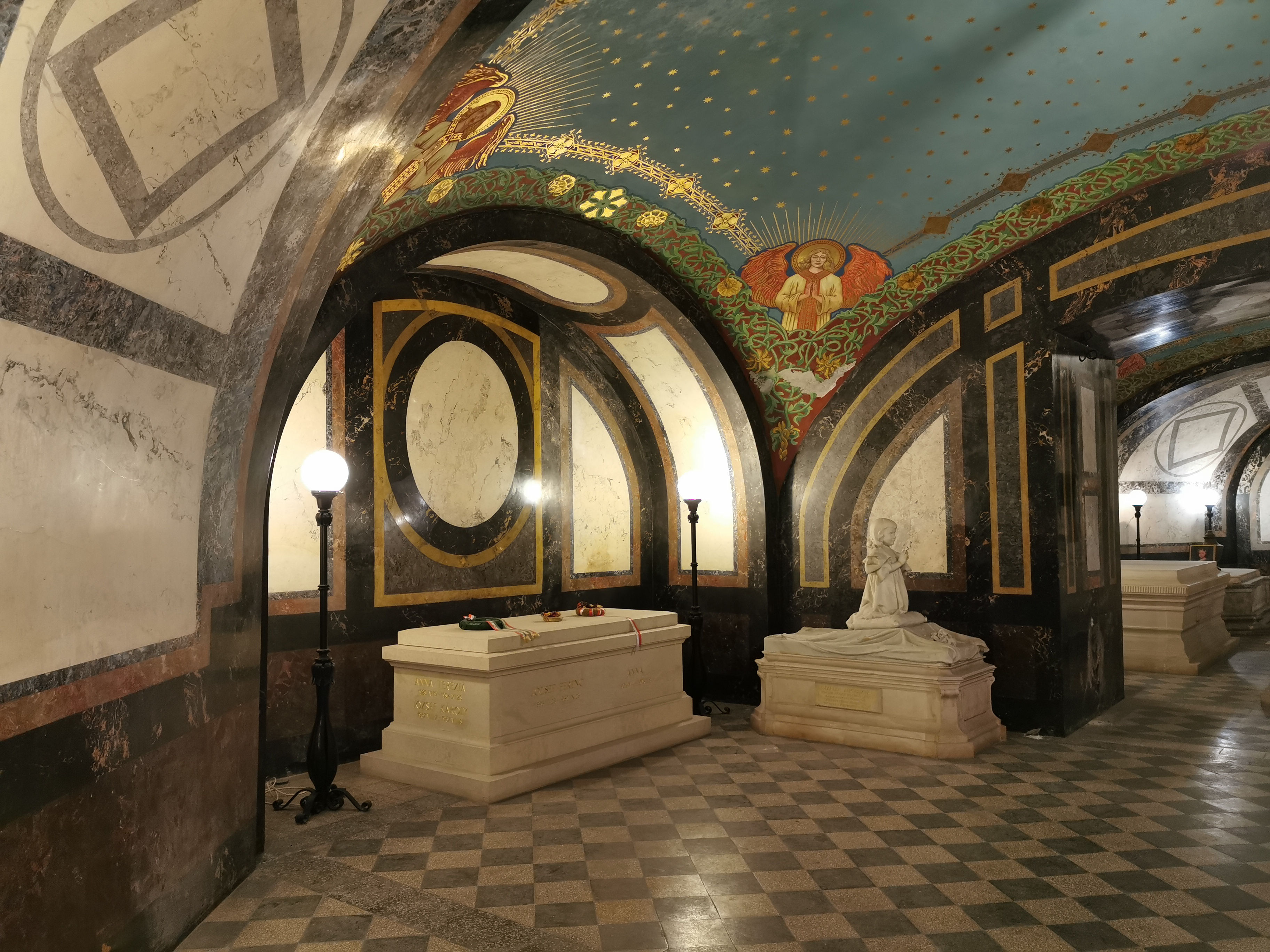
Blick aus Gruftraum 2 zum Gruftraum 1, ganz links der Sammelsarkophag Erzherzog Joseph Franz’ († 1957) und seiner Familie
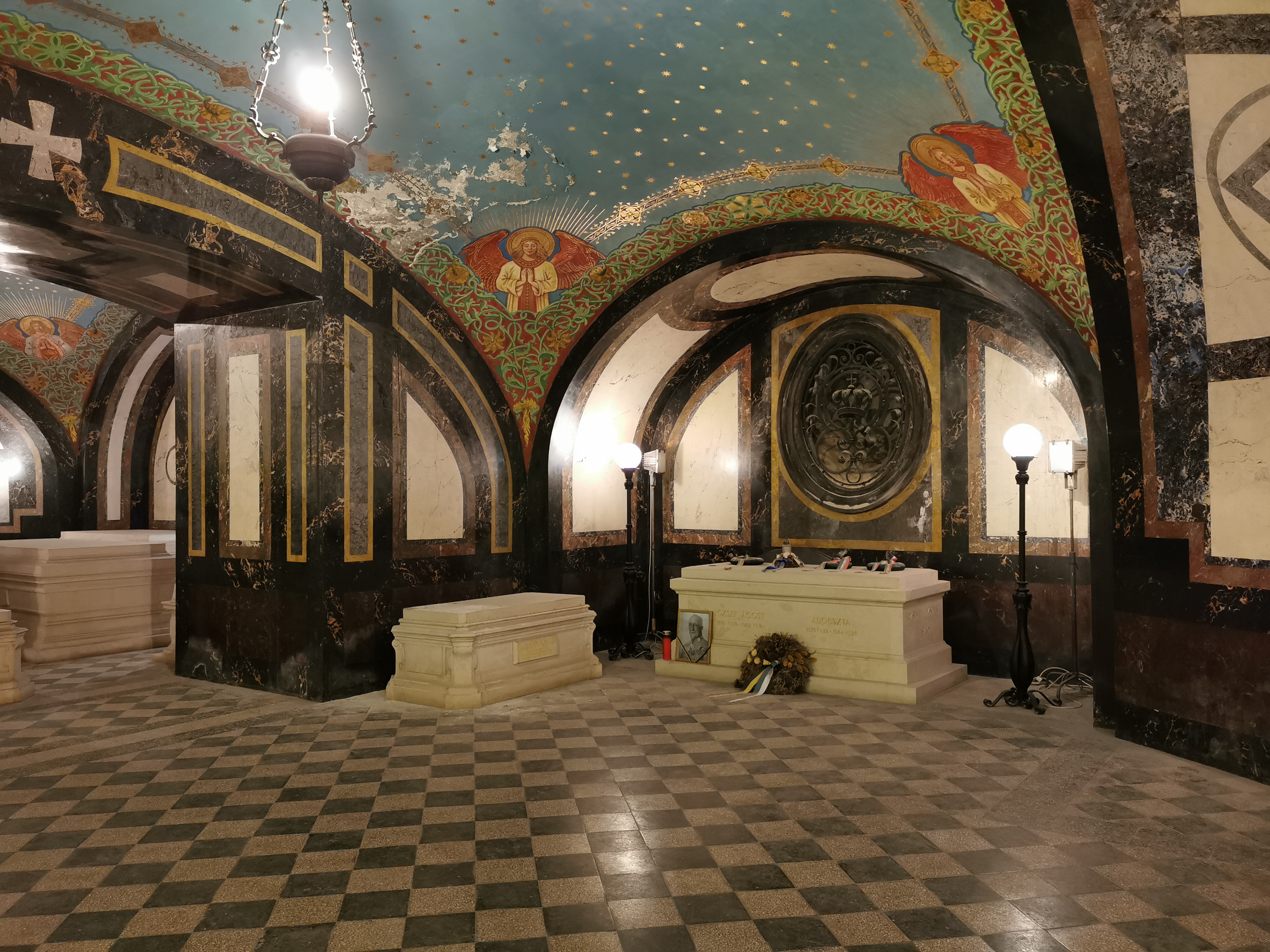
Blick aus Gruftraum 2 zum Gruftraum 1, ganz rechts der Sammelsarkophag Erzherzog Joseph Augusts († 1962) und seiner Familie
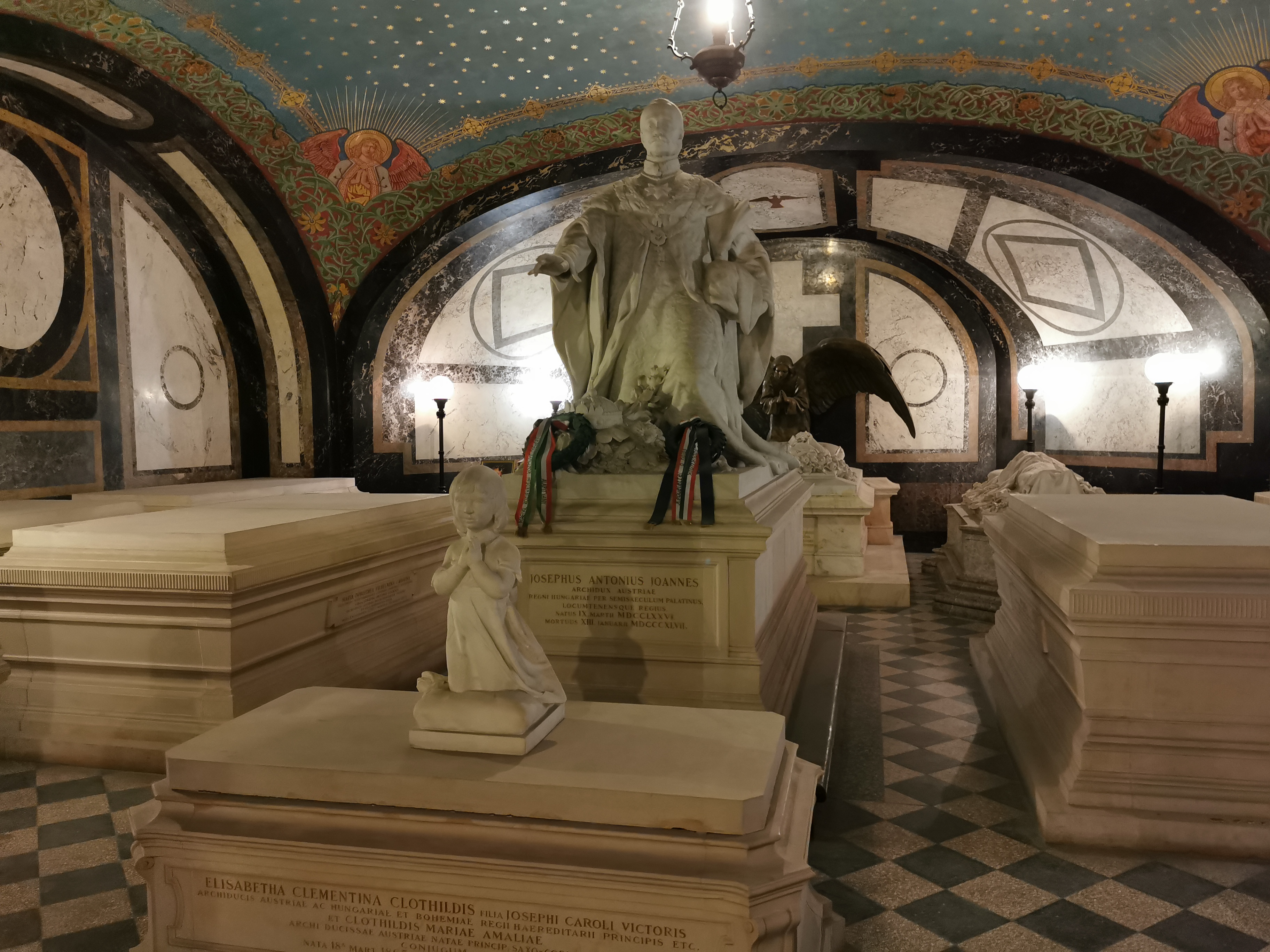
Gruftraum 1 mit den Sarkophagen von Erzherzog Joseph Anton († 1847) und seiner Familie

## In der Gruft bestattete Personen

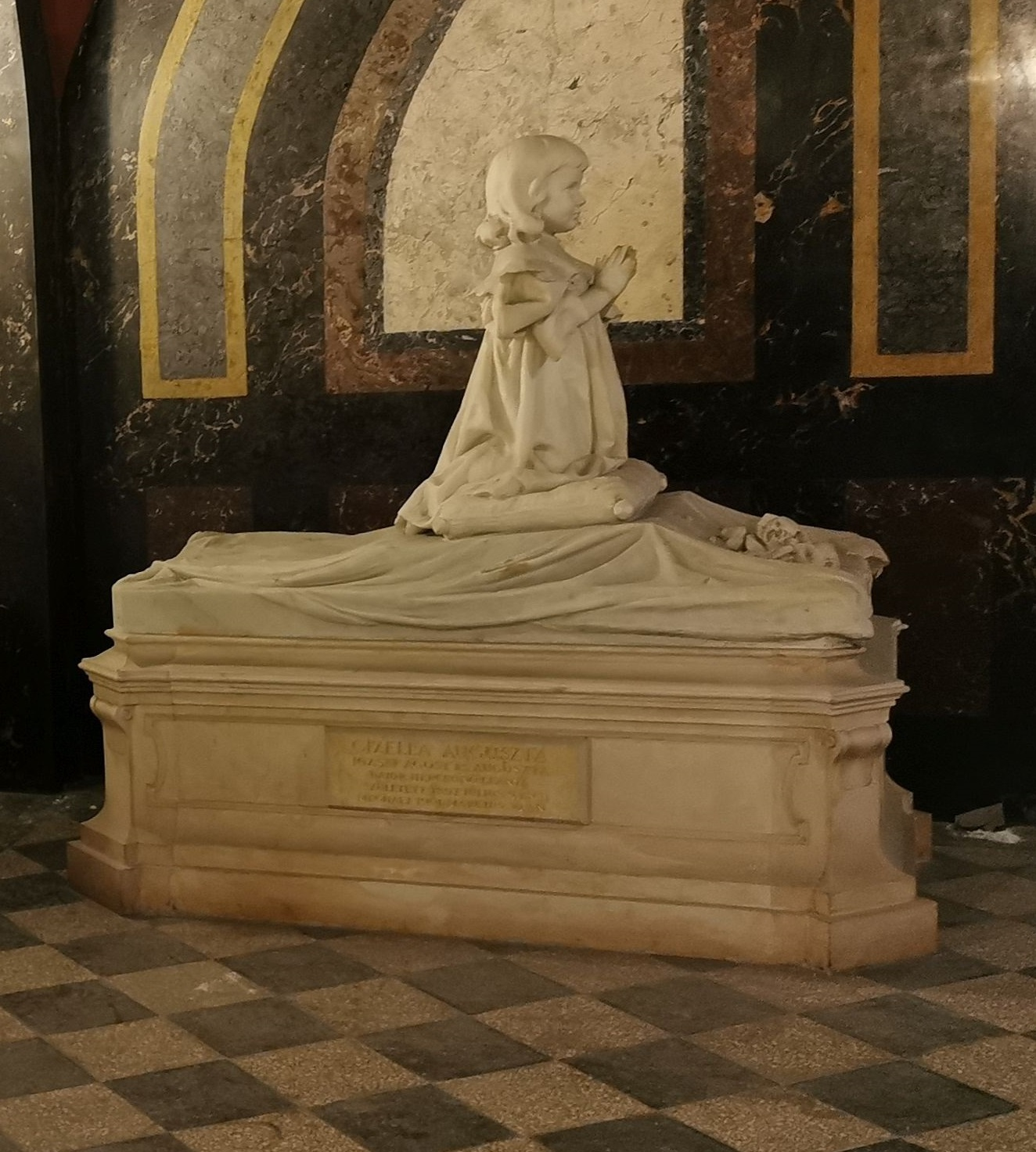
Sarkophag Erzherzogin Gisela Augustes (1897–1901)

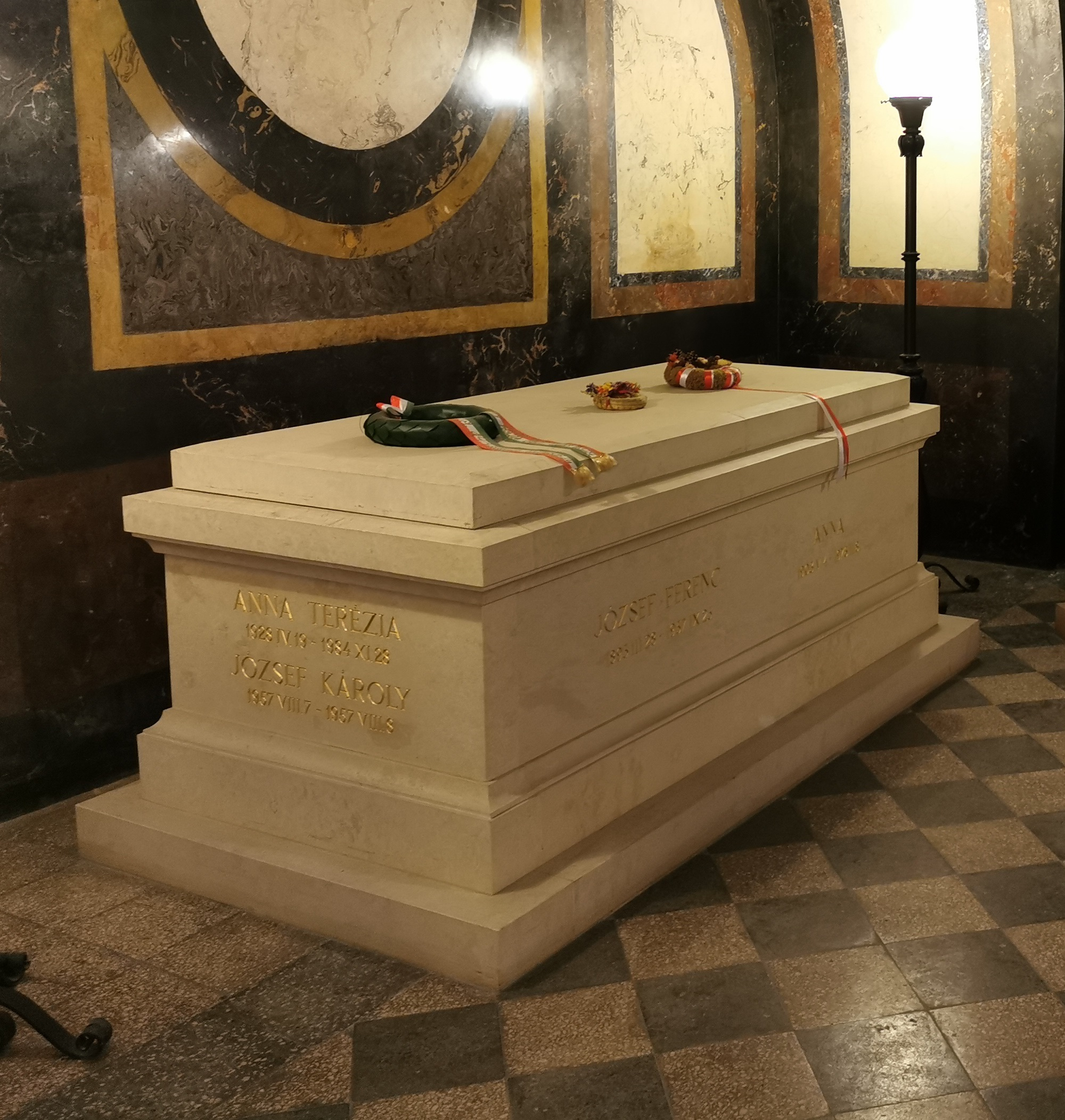
Sammelsarkophag Erzherzog Joseph Franz’ und seiner Familie

- Erzherzogin Alexandrine (*/† 1801) –  Tochter Erzherzog Joseph Antons aus 1. Ehe
- Prinzessin Hermine von Anhalt-Bernburg-Schaumburg-Hoym († 1817) –  die 2. Gemahlin Erzherzog Joseph Antons
- Erzherzogin Elisabeth Karoline (*/† 1820) –  Tochter Erzherzog Joseph Antons aus 3. Ehe
- Erzherzog Alexander Leopold Ferdinand (1825–1837) –  Sohn Erzherzog Joseph Antons aus 3. Ehe
- Erzherzogin Hermine Amelie Marie († 1842) –  Tochter Erzherzog Joseph Antons aus 2. Ehe
- Erzherzog Joseph Anton († 1847), Palatin von Ungarn 1796–1847 –  Sohn Kaiser Leopolds II.
- Prinzessin Maria Dorothea von Württemberg († 1855) –  die 3. Gemahlin Erzherzog Joseph Antons[4]
- Erzherzogin Elisabeth Klementine (1865–1866) –  Tochter Erzherzog Joseph Karls
- Erzherzog Stephan († 1867), Palatin von Ungarn 1847–1848 –  Sohn Erzherzog Joseph Antons aus 2. Ehe
- Erzherzog Ladislaus Philipp († 1895) –  Sohn Erzherzog Joseph Karls
- Erzherzogin Gisela Auguste (1897–1901) –  Tochter Erzherzog Joseph Augusts
- Erzherzogin Clothilde Maria (1884–1903) –  Tochter Erzherzog Joseph Karls
- Erzherzog Joseph Karl († 1905) –  Sohn Erzherzog Joseph Antons aus 2. Ehe
- Erzherzog Matthias Joseph (1904–1905) –  Sohn Erzherzog Joseph Augusts
- Prinzessin Clotilde von Sachsen-Coburg und Gotha († 1927) –  die Gemahlin Erzherzog Joseph Karls
- Erzherzogin Maria Dorothea († 1932) –  Tochter Erzherzog Joseph Karls
- Erzherzog Ladislaus Luitpold (1901–1946) –  Sohn Erzherzog Joseph Augusts
- Erzherzog Joseph Karl (*/† 1957) –  Enkel Erzherzog Joseph Franz’, bis 1992 in Feldafing bestattet
- Erzherzog Joseph Franz († 1957) –  Sohn Erzherzog Joseph Augusts, bis 1992 in Feldafing bestattet
- Erzherzogin Elisabeth Henriette († 1958) –  Tochter Erzherzog Joseph Karls, bis 1992 in Feldafing bestattet
- Erzherzog Joseph August († 1962) –  Sohn Erzherzog Joseph Karls, bis 1992 in Feldafing bestattet
- Prinzessin Auguste Maria von Bayern († 1964) –  die Gemahlin Erzherzog Joseph Augusts, bis 1992 in Feldafing bestattet
- Prinzessin Anna Monika von Sachsen (1903–1976) –  die Gemahlin Erzherzog Joseph Franz’, bis 1992 in Feldafing bestattet
- Erzherzogin Sophie Klementine (1899–1978) –  Tochter Erzherzog Joseph Augusts, bis 1992 in Feldafing bestattet
- Erzherzogin Anna Therese (1928–1984) –  Tochter Erzherzog Joseph Franz’
- Erzherzogin Magdalena Maria (1909–2000) –  Tochter Erzherzog Joseph Augusts